# Accidentul aviatic de la Smolensk
La 10 aprilie 2010, o aeronavă de tip Tupolev Tu-154 din cadrul Regimentului 36 al Aviației Speciale poloneze s-a prăbușit în apropierea aeroportului de la Smolensk, Regiunea Smolensk, Rusia, în accident decedând toți cei 88 de pasageri și cei 8 membri ai echipajului.
În aeronavă se aflau președintele Poloniei Lech Kaczyński, membri ai Guvernului și ai ramurii legislative, comandanți ai Forțelor Armate, precum și alți demnitari polonezi. Aceștia urmau să participe la comemorarea a 70 de ani de la masacrul de la Katyń.

## Personalități aflate la bordul avionului
Printre pasagerii care și-au pierdut viața în accident se numără:
1. Lech Kaczyński — președintele Poloniei
2. Maria Kaczyńska — soția președintelui Lech Kaczynski
3. Ryszard Kaczorowski — în perioada 1989–1990 a fost ultimul președinte al Poloniei în exil
4. Jerzy Szmajdziński — vicepreședintele Seimului, camera inferioară a parlamentului polonez, candidat la alegerile prezidențiale din 2010
5. Krzysztof Putra — vicepreședintele Dietei
6. Krystyna Bochenek — vicepreședintele Senatului
7. Władysław Stasiak — șeful cancelariei prezidențiale
8. Paweł Wypych — secretar de stat al cancelariei prezidențiale
9. Mariusz Handzlik — subsecretar al administrației prezidențiale
10. Aleksander Szczygło — președintele Biroului Național de Securitate
11. G-ral Franciszek Gągor — șeful Statului Major al armatei poloneze[8]
12. G-ral Tadeusz Buk — comandantul forțelor terestre[8]
13. G-ral Andrzej Błasik — comandantul forțelor aeriene[8]
14. Viceamiral Andrzej Karweta — comandantul marinei[8]
15. G-ral-maior Włodzimierz Potasiński — șeful forțelor speciale[8]
16. G-ral-maior Bronisław Kwiatkowski — șeful forțelor operaționale poloneze[8]
17. Andrzej Kremer — ministru adjunct al Afacerilor Externe
18. Stanisław Jerzy Komorowski — ministrul-adjunct al Apărării
19. Tomasz Merta — ministrul-adjunct al Culturii
20. Piotr Nurowski — șeful Comitetului olimpic polonez
21. Janusz Kurtyka — președintele Institutului Polonez pentru Memoria Națională
22. Andrzej Przewoźnik — vicepreședinte și secretarul Comisiei pentru comemorarea victimelor masacrului de la Katyń a premierului în perioada 1994–1998
23. Andrzej Sarjusz-Skąpski — președintele Asociației Familiilor de la Katyń
24. Czesław Cywiński — președintele Asociației soldaților Armatei Țării (AK, Rezistența)
25. Joanna Agacka-Indecka — președintele camerei naționale a avocaților
26. Anna Walentynowicz — fosta eroină de pe șantierele navale de la Gdansk, în 1980
27. Janusz Kochanowski — avocatul polonez al poporului
28. Sławomir Skrzypek — guvernatorul Băncii Centrale a Poloniei
29. Tadeusz Płoski — episcopul romano-catolic al armatei
30. Miron Chodakowski — arhiepiscopul ortodox al armatei
31. Adam Pilch — locțiitorul episcopului evanghelic al armatei
32. Grzeogrz Dolniak — membru al Seimului
33. Przemysław Gosiewski — membru al Seimului
34. Zbigniew Wassermann — membru al Seimului

## Reacții
Președintele interimar al Poloniei, Bronisław Komorowski, a decretat doliu național timp de o săptămână. Lech Wałęsa a declarat că țara sa „a pierdut elita poloneză”. Prim-ministrul al Rusiei, Vladimir Putin, precum și cel al Poloniei, Donald Tusk, au vizitat locul accidentului. Președintele rus Dmitri Medvedev a anunțat printr-un mesaj adresat poporului polonez o zi de doliu național în Rusia, luni, 12 aprilie.
Președintele român Traian Băsescu și-a exprimat tristețea pentru catastrofă și a transmis un mesaj de condoleanțe poporului polonez.